# Marlena Maj
Marlena Maj (ur. 11 marca 1990) – polska lekkoatletka specjalizująca się w wielobojach.
Brązowa medalistka mistrzostw Polski w siedmioboju (Szczecin 2014) rozegranym w Zgorzelcu. Jest także srebrną medalistką Halowych mistrzostw Polski (2014) w pięcioboju, rozegranym w sopockiej Ergo Arenie.